# Liste der Bodendenkmale in Schaalby
In der Liste der Bodendenkmale in Schaalby sind die Bodendenkmale der Gemeinde Schaalby nach dem Stand der Bodendenkmalliste des Archäologischen Landesamts Schleswig-Holstein von 2016 aufgelistet. Die Baudenkmale sind in der Liste der Kulturdenkmale in Schaalby aufgeführt.
| Denkmal-ID           | Befundart           | Bezeichnung           | Zeitstellung                 | Lage | Bemerkungen | Bild |
| -------------------- | ------------------- | --------------------- | ---------------------------- | ---- | ----------- | ---- |
| aKD-ALSH-Nr. 003 851 | Grabmal > Grabhügel | Grabhügel „Fuchsberg“ | Vor- und/oder Frühgeschichte |      |             |      |
| aKD-ALSH-Nr. 003 852 | Grabmal > Grabhügel | Grabhügel             | Vor- und/oder Frühgeschichte |      |             |      |
| aKD-ALSH-Nr. 003 853 | Grabmal > Grabhügel | Grabhügel             | Vor- und/oder Frühgeschichte |      |             |      |
| aKD-ALSH-Nr. 003 854 | Grabmal > Grabhügel | Grabhügel             | Vor- und/oder Frühgeschichte |      |             |      |
| aKD-ALSH-Nr. 003 855 | Grabmal > Grabhügel | Grabhügel             | Vor- und/oder Frühgeschichte |      |             |      |
| aKD-ALSH-Nr. 003 856 | Grabmal > Grabhügel | Grabhügel             | Vor- und/oder Frühgeschichte |      |             |      |
| aKD-ALSH-Nr. 003 857 | Grabmal > Grabhügel | Grabhügel             | Vor- und/oder Frühgeschichte |      |             |      |
| aKD-ALSH-Nr. 003 858 | Grabmal > Grabhügel | Grabhügel             | Vor- und/oder Frühgeschichte |      |             |      |
| aKD-ALSH-Nr. 003 859 | Grabmal > Grabhügel | Grabhügel             | Vor- und/oder Frühgeschichte |      |             |      |
| aKD-ALSH-Nr. 003 860 | Grabmal > Grabhügel | Grabhügel             | Vor- und/oder Frühgeschichte |      |             |      |
| aKD-ALSH-Nr. 003 861 | Grabmal > Grabhügel | Grabhügel „Trollhöh“  | Vor- und/oder Frühgeschichte |      |             |      |
| aKD-ALSH-Nr. 003 862 | Grabmal > Grabhügel | Grabhügel „Släberhyi“ | Vor- und/oder Frühgeschichte |      |             |      |
| aKD-ALSH-Nr. 003 863 | Grabmal > Grabhügel | Grabhügel             | Vor- und/oder Frühgeschichte |      |             |      |
| aKD-ALSH-Nr. 003 864 | Grabmal > Grabhügel | Grabhügel             | Vor- und/oder Frühgeschichte |      |             |      |